# Hovhannès VI Medzabaro
Hovhannès VI Ssec‘i (en arménien Հովհաննես Զ Սսեցի), dit  Medzabaro (« le Magnifique »), est le Catholicos de l'Église apostolique arménienne de 1203 à 1221.

## Biographie
Selon Cyrille Toumanoff, le futur patriarche Jean ou Hovhannès, évêque de Sis, appartient à la maison héthoumide puisqu'il est le fils du prince Constantin de Louvla (vers 1195), troisième fils de Héthoum II, seigneur de Lampron (mort en 1143). Comme son prédécesseur Grégoire VI Apirat, Hovhannès VI Medzabaro reçoit en 1205 le pallium du Pape Innocent III et il est nommé Grand Chancelier d'Arménie.
Toutefois, le roi Léon II d'Arménie, qui s'était montré un partisan zélé de l’Église latine, paraît alors ne faire aucun cas des conditions arrêtées en commun pour la mise en œuvre de l'union une fois son couronnement passé. Pendant le patriarcat de Hovhannès VI Medzabaro, le roi Léon II n’hésite ainsi pas à contrecarrer les instructions du légat du Pape, et même à chasser les religieux latins de Cilicie. Le Catholicos, personnellement peu favorable aux étrangers, ne tient de son côté aucun compte du pacte de 1198.
Une scission a éclaté au sein de l’Église lors de la nomination de Grégoire VI Apirat et entraîné en Grande-Arménie l’usurpation de Basile II d'Ani. Le roi Léon II se querelle alors avec le patriarche Hovhannès VI et lui oppose des  anti-Catholicos à Sis : Anania de Sébaste en 1204, puis David III d'Arkakahin qu’il lui impose comme coadjuteur la même année. En 1206, la disparition quasi simultanée des trois prétendants met fin à cette confusion.
De son côté, le clergé de Grande-Arménie se rallie également à Hovhannès VI Medzabaro, grâce à l'intervention de Lazaré Orbélian, le représentant du roi Georges IV de Géorgie, et le patriarche peut terminer ses jours en paix en 1221.